# Carl Barks
Carl Barks (Merrill, 27 maart 1901 – Grants Pass, 25 augustus 2000) was een Amerikaanse striptekenaar die beroemd werd door het schrijven en tekenen van Donald Duck-verhalen. Het verkrijgen van die roem was op zich een prestatie, want Duck-verhalen werden oorspronkelijk altijd op naam van Disney gezet. Barks bedacht onder meer Duckstad en een groot deel van de bewoners van deze stad. Vandaar dat zijn bijnaam 'de duckman' was.

## Biografie
Barks startte zijn carrière als illustrator voor de krant Calgary Eye-opener in Minneapolis in 1928. Barks begon voor het bedrijf van Walt Disney (Disney Studios) te werken in 1935, een jaar na het debuut van Donald Duck. Hij werkte aanvankelijk in de studio als “inbetweener”, een animator die de tekeningen maakt tussen de basistekeningen van de beweging van een karakter in tekenfilms. In 1937 bedacht hij de climax van wat de animatiefilm Modern Inventions zou worden, waarna hij aan het werk kon in de scenario-afdeling. Hij werkte samen met anderen aan animatiefilms als Donald's Nephews (1938), Donald's Cousin Gus (1939), Timber (1941), The Vanishing Private (1942) en The Plastics Inventor (1944).
Barks nam in 1942 ontslag bij de Disney Studios. Niet alleen was hij ontevreden met het feit dat men alleen nog maar Donald-cartoons als oorlogspropaganda produceerde, maar ook de airconditioning bij Disney had hem bijna de das omgedaan. Barks verhuisde naar een warmer oord, even buiten Los Angeles, waar hij kippen begon te houden. Hij tekende ook illustraties voor het tijdschrift over luchtvaart Flying and popular Aviation. Hij was van plan een eigen strip rond superhelden te maken, maar al snel kreeg hij bericht van Western Publishing, die in licentie van Disney Donald Duck-strips uitgaf. Barks stopte met de kippenhouderij en ging akkoord om verhalen te maken. Barks was de laagstbetaalde werknemer van Western, maar klaagde daar nooit over. Hij werd liever gewoon met rust gelaten.
Barks zou de daaropvolgende drie decennia verhalen maken, tot ruim na het bereiken van de pensioengerechtige leeftijd. Hij omringde Donald Duck met een bezetting van excentrieke en kleurrijke personages, zoals 's werelds rijkste eend Dagobert Duck, Donalds fortuinlijke neef Guus Geluk, uitvinder Willie Wortel, de Zware Jongens, de heks Zwarte Magica, een van Dagoberts aartsrivalen Govert Goudglans, de verkennerachtige organisatie de Jonge Woudlopers (waar onder meer de neefjes Kwik, Kwek en Kwak lid van zijn), Willie Wortels vaste hulpje Lampje en John Rockerduck, Dagobert Ducks andere aartsrivaal.
Mensen die voor Disney werkten deden dat in redelijke anonimiteit: de verhalen waren voorzien van Walt Disneys naam en (soms) een kort identificatienummer. Lezers begonnen echter door te krijgen dat er verhalen waren die door hun kwaliteit met kop en schouders boven alle andere uitstaken. Ze begonnen te vermoeden dat deze het werk waren van één en dezelfde artiest en noemden deze the good Duck artist of the Duck man. Later kwam men erachter dat deze man Carl Barks heette.
Barks' verhalen waren grappige avonturen met een donkere, defaitistische ondertoon. Barks toonde een afspiegeling van de harde (Amerikaanse) samenleving, waarin Donald als underdog in statusgevoelig Duckstad constant onder moordende sociale druk staat. Ze werden daardoor niet alleen bij kinderen, maar ook bij volwassenen populair. Ondanks dat Barks zelf weinig reisde liet hij zijn helden de hele wereld over trekken naar de meest afgelegen en schitterende locaties.
Over of er een politieke boodschap in deze strips steekt, verschillen de meningen. In het Spaanstalige werk Hoe lees ik Donald Duck (1971) zetten Ariel Dorfman en Armand Mattelart de Duck-strips neer als vehikels voor het cultureel imperialisme van de Verenigde Staten. Vertaler David Kunzle, die Barks sprak voor zijn inleiding bij de Engelse editie, zag echter in de uitbuiting van Donald Duck door Dagobert een projectie van Barks' eigen situatie als onderbetaalde tekenaar voor Disney en in de buitenlandse avonturen van de eenden een satire op het imperialisme in plaats van een verdediging ervan.

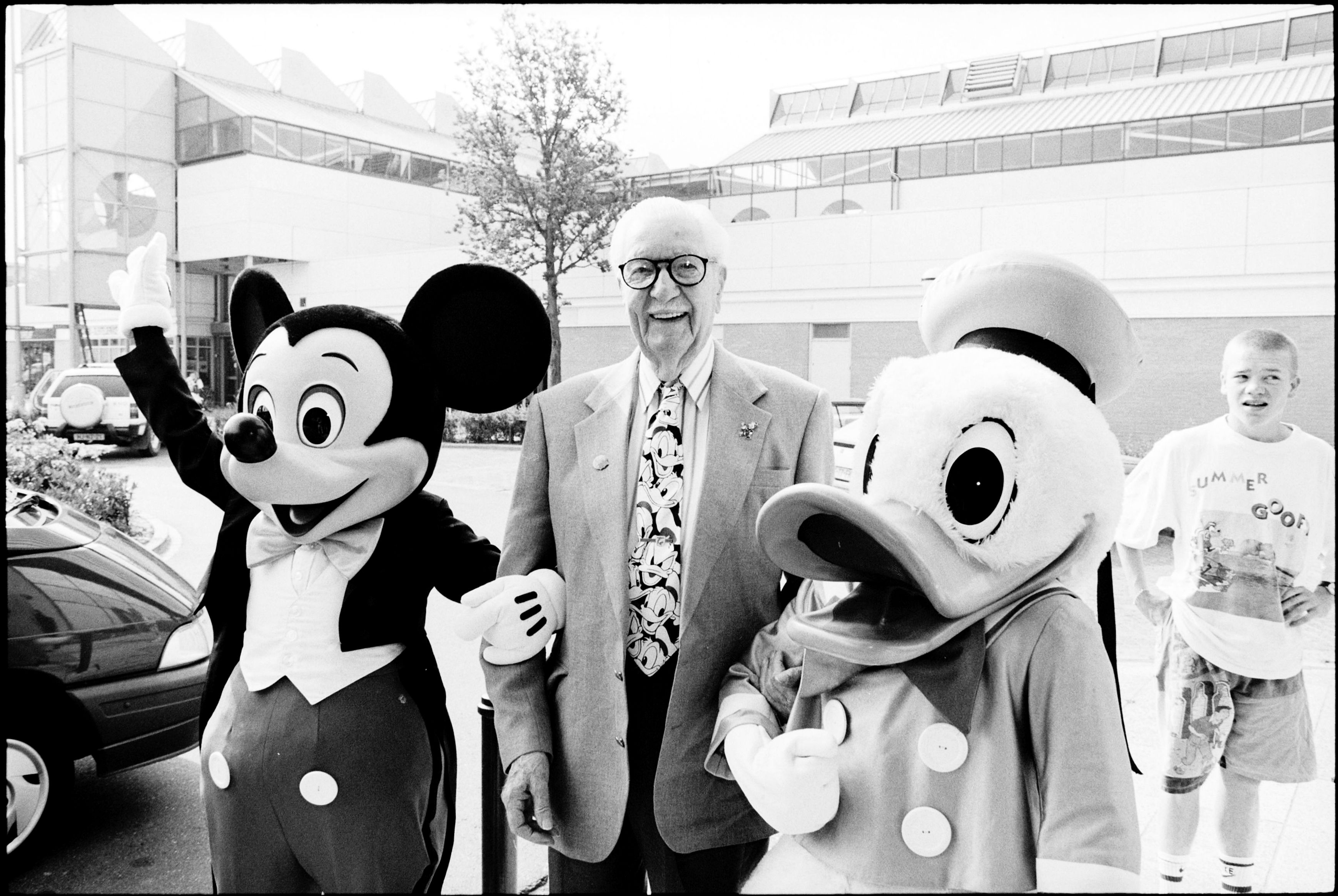
Carl Barks, Disney-tekenaar van veel Donald Duck-verhalen in periode 1940-1969, op bezoek in Nederland in 1994.

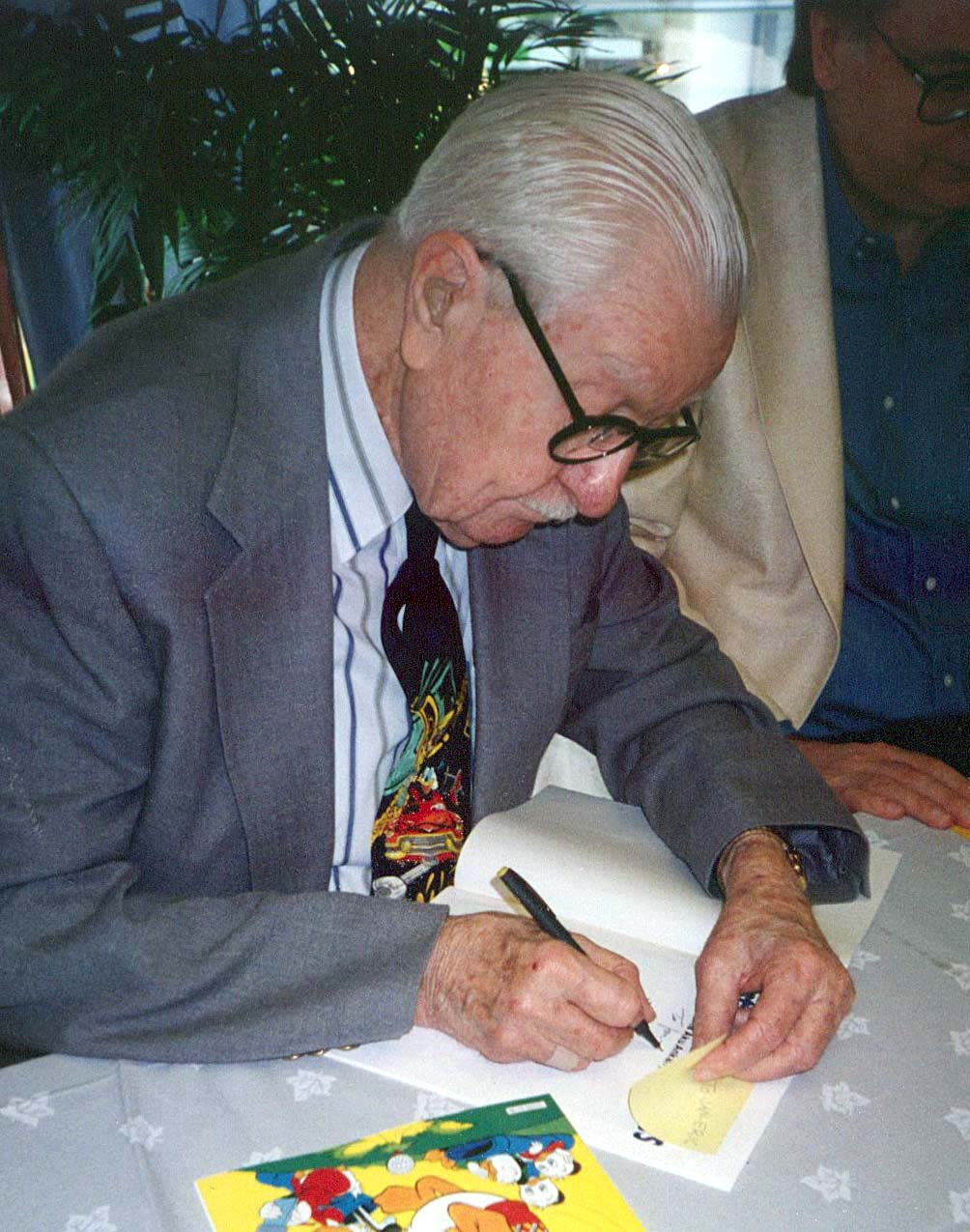
Barks tijdens een bezoek aan Finland in 1994

Naast de verhalen voor Disney maakte Barks in de jaren 1943-1947 ook stripverhalen met niet-Disney-figuren zoals Andy Panda (voor New Funnies, 1943), Porky Pig (voor Four Color, 1944) en Benny Burro en Happy Hound (voor Our Gang, 1943-1947).
Barks ging in 1966 met pensioen, maar bleef scenario's schrijven voor de reeks Jonge Woudlopers. Ook heeft hij nog enkele Donald Duck-verhalen geschreven, die meestal werden uitgewerkt door Tony Strobl. In de jaren negentig werden de meeste van deze verhalen opnieuw uitgewerkt door de Nederlander Daan Jippes, die Barks' originele stijl veel beter benadert. Het laatste scenario waaraan Barks meewerkte was 'Somewehere in Nowhere', dat verder uitgewerkt werd door scenarist John Lustig en tekenaar Pat Block.
Ook begon Barks olieverfschilderijen te maken, die dan weer eens op een voorplaat, dan weer eens op een scène uit een verhaal gebaseerd waren. Deze schilderijen werden zeer populair en hun prijs steeg in een razend tempo, tot Barks' eigen verbazing. Korte tijd verbood Disney hem via de rechter deze schilderijen te maken, maar nadat ook Disney in de royalty's kon delen, kreeg Barks alsnog toestemming.
Barks stierf op 25 augustus 2000 op de leeftijd van 99 jaar, niet lang na Nederland bezocht te hebben. Alhoewel hij chemotherapie tegen leukemie moest ondergaan, bleef hij volgens verzorger Serene Hunickle "grappig tot aan het eind".

## Invloed
De invloed van Barks is moeilijk te bepalen. Zijn werk heeft in sommige landen, met name zijn vaderland de Verenigde Staten, nauwelijks erkenning gevonden, in andere landen, zoals Nederland, was en is het razend populair.
Onder de huidige schrijvers en tekenaars van Donald Duck-verhalen staat echter als een paal boven water dat Barks nog altijd hun meester is. Duck-makers als Keno Don Rosa, Daan Jippes en William van Horn zijn er trots op als zijn opvolgers erkenning te krijgen.
In Nederland kent vrijwel iedereen het 'vrolijke weekblad', de Donald Duck, en dit mag toch ook als de verdienste van Barks worden gezien; de redactie van het weekblad besloot al vroeg veel Barks-verhalen uit te brengen.
In Almere is de Carl Barksweg naar hem genoemd, in de Stripheldenbuurt.

## Collecties

### Verenigde Staten
- Carl Barks Library 1-30 (1983-1990)[5]
- The Carl Barks Library (141 delen) (1991-1996)[6]
- The Complete Carl Barks Disney Library (vanaf 2011)[7]

De Disneystrips waaraan Carl Barks heeft meegewerkt zijn al vele malen gebundeld, in verschillende landen. Een belangrijke uitgave is de Carl Barks Library, van 1983 tot 1990 uitgegeven in de Verenigde Staten door uitgeverij Another Rainbow. De luxe 30-delige reeks herdrukte Barks werk in voornamelijk zwart-wit en bevatte naast strips een groot aantal achtergrondartikelen. Een tweede bundeling van Barks' werk verscheen van 1991 tot 1996 bij Gladstone Publishing onder de naam The Carl Barks Library. Deze 141 delen tellende reeks was wel in kleur. Ook The Complete Carl Barks Disney Library, die vanaf 2011 door uitgeverij Fantagraphics wordt uitgegeven, is in kleur.

### Europa
De uitgebreidste Europese uitgave van Barks' werk is The Carl Barks Collection (2005-2008), uitgegeven door de Deense uitgeverij Egmont. De 30-delige reeks verscheen in Denemarken, Noorwegen, Zweden en Duitsland, en een jaar later ook bij Sanoma in Finland. Een Spaanse versie werd na 4 delen stopgezet. The Carl Barks Collection heeft veel overeenkomsten met de Amerikaanse Carl Barks Library uit de jaren 80, maar is in kleur, ordert de verhalen op publicatiedatum en bevat materiaal dat niet in de Carl Barks Library voorkwam. In Noorwegen werd de serie in 2009-2012 vervolgd door 6 delen Carl Barks Ekstra, waarin onder meer door Barks' gemaakte schilderijen en zijn strips van Barney Bear zijn verschenen. Vier delen hiervan zijn ook in Zweden verschenen.

### Nederland
- De beste verhalen van Donald Duck 1-135 (1975-2010)
- Oom Dagobert, avonturen van een steenrijke eend 1-30 (1977-1986)
- Donald Duck - Alle Klassieke verhalen/Donald Duck - Alle verhalen van Carl Barks 1-6 (1986-1989)
- Donald Duck - Alle klassieke verhalen 1-17 (1992)
- Donald Duck Collectie 1-34 (2000-2008)
- Donald Duck Collectie 1-12 (2009)

De bekendste en compleetste Nederlandstalige bundeling van Barks' werk is de softcoverreeks 'De beste verhalen van Donald Duck' (1975-2010), een serie van 135 delen. De eerste 133 delen zijn in 2000-2008 door uitgeverij Lekturama gebundeld in de 34-delen tellende Donald Duck Collectie. Een tweede reeks met deze naam verscheen in 2009 als cadeau voor lezers van het Algemeen Dagblad. Hierin werden echter slechts 24 van de 135 albums herdrukt.
Oorspronkelijk verschenen in de reeks 'De beste verhalen van Donald Duck' voornamelijk strips rond Donald Duck, terwijl in de reeks 'Oom Dagobert, avonturen van een steenrijke eend' de verhalen verschenen waarin Dagobert Duck een hoofdrol speelde. In 1986 werd het roer echter omgegooid en vanaf deel 31 verschenen in de Oom Dagobert-reeks albums met het werk van andere tekenaars. De inhoud van de eerste dertig albums is in de loop van de tijd opgenomen in 'De beste verhalen van Donald Duck'.
Minder bekend is een luxe uitgave in zwart-wit uit de jaren 1986 tot 1989, afwisselend verschenen onder de titels Donald Duck - Alle klassieke verhalen en Donald Duck - Alle verhalen van Carl Barks. Deze reeks stopte in 1989 bij deel 6, en had op dat moment Barks' Disneystrips uit de jaren 1942 tot 1952 gebundeld. Deze delen werden in 1992 herdrukt onder de naam Donald Duck - Alle klassieke verhalen, met een andere cover. Deze tweede reeks werd wel voortgezet en naast de zes delen uit de jaren 80 verschenen in 1992 nog 11 andere delen. De 17 delen bundelden bij elkaar alle door Barks getekende Disneystrips uit de jaren 1942 tot 1968. De reeks is echter minder compleet dan de serie 'De beste verhalen van Donald Duck'. Het belangrijkste verschil is dat de door Barks geschreven en geschetste Jonge Woudlopers-verhalen uit de late jaren 60 en vroege jaren 70 in de reeks 'Alle klassieke verhalen' ontbreken.

## Verder lezen
- "Carl Barks" interview door Erik Svane, Stripschrift # 331, november 2000, cover & p 4-9 & 36
- "Korte biografie" door Erik Svane, Stripschrift # 331, november 2000, cover & p 6-9 & 36